# Faschismustheorie
Faschismustheorien sind wissenschaftliche Theorien, die das historische Phänomen des Faschismus in seinen wesentlichen Merkmalen und Ursachen zu beschreiben und zu erklären versuchen. In den Geschichts- und Sozialwissenschaften wurden dazu verschiedene theoretische Ansätze entwickelt, die sich vor allem in der Einschätzung unterscheiden, welche Merkmale faschistischer Bewegungen als charakteristisch beziehungsweise paradigmatisch anzusehen sind, und welche gesellschaftlichen und historischen Faktoren zur Entstehung dieser Bewegungen geführt haben.

## Historischer Überblick
Das Gedankengut, das der faschistischen Ideologie und den sie tragenden nationalistischen, kollektivistischen bzw. korporativen Bewegungen zugrunde lag, entwickelte sich im Wesentlichen vor dem Ersten Weltkrieg (Präfaschismus) und begann nach dessen Ende im politischen Raum Wirkung zu entfalten.
Seit den frühen 1920er Jahren wurden – parallel zum Aufstieg des italienischen Faschismus – zahlreiche unterschiedliche Interpretationen und Theorien über das Wesen und die Ursachen des Faschismus entwickelt. Ausgehend von der jeweiligen wissenschaftlichen Perspektive ihrer Verfasser haben diese Theorien entweder soziologische, sozialökonomische oder sozialpsychologische Schwerpunkte. Die frühen Theorieansätze betrachteten die Ideologie und Politik der Partei Benito Mussolinis als bestimmendes Merkmal auch anderer vergleichbarer Bewegungen in Europa. Vor allem den deutschen Nationalsozialismus verstanden sie als extreme Form des Faschismus. Während dieser zwar nur in Italien und Deutschland zu staatlicher Macht gelangte, hat er in den Jahren 1920–1940 auch in vielen anderen europäischen Ländern gesellschaftlich und politisch einflussreiche Bewegungen und Parteien hervorgebracht.
In mehreren Beschlüssen der Kommunistischen Internationale wurde der Faschismus 1924–1935 als „terroristische Diktatur der am meisten reaktionären, chauvinistischen und imperialistischen Elemente des Finanzkapitals“ definiert (Georgi Dimitroff). Der Sozialfaschismus, gemeint war die Sozialdemokratie, wurde zum weltpolitischen Gegner erklärt, den es vorrangig zu bekämpfen gelte.
Im realsozialistischen Osteuropa des Ostblocks, insbesondere in der DDR, wurden vor allem der Nationalsozialismus, aber auch andere antikommunistische, rechtsautoritäre, und sozialdemokratische Bewegungen oder Parteien als „faschistisch“ oder „faschistoid“ bezeichnet. Auch die Bezeichnung Hitlerfaschismus für die Ideologie und die Zeit des Nationalsozialismus war gebräuchlich, da die Bezeichnung nationalsozialistisch das Wort „sozialistisch“ beinhaltet und man diese Konnotation vermeiden wollte.
Auch der westeuropäische Marxismus betrachtete den Faschismus unter sozioökonomischen Gesichtspunkten als Ausdruck und Folge einer tiefen Krise des Monopolkapitalismus. An einer Klassenanalyse orientierte Ansätze variierten von einer Agententheorie über die These eines sich gegen Bourgeoisie und Proletariat zugleich radikalisierenden Mittelstandes, auch als Folge einer Auflösung der traditionellen Klassenstruktur, bis hin zu der These, der Faschismus sei ein neuer Bonapartismus, der eine Lücke innerhalb der sich neutralisierenden Klassenkräfte ausnutze.
Diese frühen, meist zu einer monokausalen bzw. reduktionistischen Betrachtungsweise tendierenden Faschismustheorien gelten inzwischen als überholt.
In Deutschland gewannen frühzeitig Erklärungsansätze Gewicht, die sich – über Marx hinaus – an der Psychoanalyse Sigmund Freuds orientierten, um u. a. die erstaunliche Fähigkeit faschistischer Bewegungen zur Massenmobilisierung zu erklären (z. B. die „Sexualökonomie“ von Wilhelm Reich). Später untersuchten die Arbeiten der Frankfurter Schule die Anfälligkeit kleinbürgerlicher Schichten für die massenhafte Entwicklung einer bestimmten Persönlichkeitsstruktur, den „autoritären Charakter“ und damit einhergehend für das Führerprinzip. Dieser – in Deutschland im Wesentlichen in der Kaiserzeit und der Weimarer Republik entstandene – Sozialcharakter wurde als wesentliche sozialpsychologische Grundlage faschistischer Gesellschaftsstrukturen angesehen.
Mit dem Aufstieg des Nationalsozialismus traten politökonomische Faschismustheorien in den Vordergrund. Hermann Heller, Rudolf Hilferding, Richard Löwenthal, Franz Borkenau und andere legten Faschismusstudien vor, die auch die „Faschisierung“ ganz Europas im Gefolge der nationalsozialistischen Machtergreifung und den darauf folgenden Funktionswandel des Liberalismus analysierten. Eigenständig waren Ernst Fraenkels These vom „Doppelstaat“ und Franz Neumanns These vom totalitären „Nicht-Staat“.
Nach 1945 dominierten in Westeuropa und den USA vor allem die Totalitarismustheorien, die Faschismus und Realsozialismus als wesensähnliche Diktaturen betrachteten. Sie lebten in Form der Thesen von Ernst Nolte („Der Faschismus in seiner Epoche“) in den 1980er Jahren nochmals auf. Die Totalitarismustheorien waren bemüht, die westlichen, parlamentarischen Systeme als anzustrebende Gesellschaftsformen darzustellen und linke und rechte Diktaturen als gleichermaßen davon abweichende Verfehlungen zu präsentieren.
In der westdeutschen Studentenbewegung erlebten neomarxistische Faschismustheorien im Gefolge der Frankfurter Schule eine neue Blütezeit.
Inzwischen stehen in der Faschismusforschung vergleichende soziologische Ansätze im Vordergrund.

## Definitionen des Faschismusbegriffs
Im Allgemeinen wird Faschismus als historisch-politischer Oberbegriff für verschiedene rechtsgerichtete, antidemokratische Bewegungen oder Diktaturen, vor allem nach dem Ersten Weltkrieg, benutzt.
Wenngleich über die detailreicheren bestimmenden Merkmale und die Entstehungsbedingungen faschistischer Bewegungen bis heute kein Konsens herrscht, wurden in neuerer Zeit doch Definitionen erarbeitet, die wesentliche konstitutive Bestandteile dieser Bewegungen und ihres ideologischen Gedankenguts erfassen.
Im Jahr 2004 formulierte der US-amerikanische Politikwissenschaftler Matthew Lyons folgende Faschismusdefinition:
„Faschismus ist eine Form rechtsextremer Ideologie, die die Nation oder Rasse als organische Gemeinschaft, die alle anderen Loyalitäten übersteigt, verherrlicht. Er betont einen Mythos von nationaler oder rassischer Wiedergeburt nach einer Periode des Niedergangs und Zerfalls. Zu diesem Zweck ruft Faschismus nach einer ‚spirituellen Revolution‘ gegen Zeichen des moralischen Niedergangs wie Individualismus und Materialismus und zielt darauf, die organische Gemeinschaft von 'andersartigen' Kräften und Gruppen, die sie bedrohen, zu reinigen. Faschismus tendiert dazu, Männlichkeit, Jugend, mystische Einheit und die regenerative Kraft von Gewalt zu verherrlichen. Oft – aber nicht immer – unterstützt er Lehren rassischer Überlegenheit, ethnische Verfolgung, imperialistische Ausdehnung und Völkermord. Faschismus kann gleichzeitig eine Form von Internationalismus annehmen, die entweder auf rassischer oder ideologischer Solidarität über nationale Grenzen hinweg beruht. Normalerweise verschreibt sich Faschismus offener männlicher Vorherrschaft, obwohl er manchmal auch weibliche Solidarität und neue Möglichkeiten für Frauen einer privilegierten Nation oder Rasse unterstützen kann.“
In seinem im Jahre 2004 veröffentlichten Buch The Anatomy of Fascism definiert der US-amerikanische Geschichtsprofessor Robert O. Paxton Faschismus so:
„Faschismus kann definiert werden als eine Form des politischen Verhaltens, das gekennzeichnet ist durch eine obsessive Beschäftigung mit Niedergang, Demütigung oder Opferrolle einer Gemeinschaft und durch kompensatorische Kulte der Einheit, Stärke und Reinheit, wobei eine massenbasierte Partei von entschlossenen nationalistischen Aktivisten in unbequemer, aber effektiver Zusammenarbeit mit traditionellen Eliten demokratische Freiheiten aufgibt und mittels einer als erlösend verklärten Gewalt und ohne ethische oder gesetzliche Beschränkungen Ziele der inneren Säuberung und äußeren Expansion verfolgt.“
Als „faschistoid“ werden Eigenschaften bzw. Haltungen bezeichnet, die faschistische Züge tragen oder dem Faschismus ähnlich sind, meist jedoch in abgeschwächter oder differenzierter Form auftreten. Auch einzelne Bestandteile einer Ideologie bzw. eines politischen Systems werden manchmal als „faschistoid“ bezeichnet. Man spricht dann von „faschistoiden Tendenzen“ des jeweiligen Systems bzw. der betreffenden Ideologie.

## Gemeinsame Merkmale faschistischer Bewegungen

### Überblick
Jede Bestimmung gemeinsamer Merkmale muss mit einer gewissen Vorsicht betrachtet werden, da es zwischen den einzelnen faschistischen Bewegungen neben auffallenden Gemeinsamkeiten auch mehr oder weniger bedeutsame Unterschiede gab. Die Thematik der Gemeinsamkeiten und Unterschiede der einzelnen faschistischen Bewegungen wird umfassend behandelt in Wolfgang Wippermann: Europäischer Faschismus im Vergleich (1922–1982). Über eine präzise, vollständige Definition ist es bisher nicht zu einem wissenschaftlichen Konsens gekommen.
Faschistische Bewegungen weisen jedoch zweifelsfrei eine Reihe von Merkmalen auf, die den einzelnen Strömungen gemeinsam sind. Faschismusforscher betonen in ihren Definitionen und Theorien oft schwerpunktmäßig unterschiedliche dieser charakteristischen Eigenschaften und kommen so zu tendenziell voneinander abweichenden Akzentsetzungen.
In den 1990er Jahren entwickelte der italienische Faschismusforscher Emilio Gentile eine zehn Punkte umfassende Definition des Faschismus, die dessen bestimmende Merkmale einer organisatorischen, einer kulturellen und einer institutionellen Dimension zuordnete:

„Die Definition, die ich vorschlage, beruht auf drei in Verbindung zueinander gesetzten Dimensionen: es handelt sich um die organisatorische, die die soziale Zusammensetzung, die Struktur, den Lebensstil und die Kampfmethoden der Partei betrifft, die kulturelle, in der es um das Menschenbild und die Ideen von Masse und Politik geht, sowie schließlich um die institutionelle Dimension, die den Komplex jener Strukturen und Beziehungen meint, aus denen sich das faschistische Regime ergibt.“

Nachfolgend sind – orientiert an den von Gentile vorgeschlagenen Dimensionen – einige typische Elemente faschistischer Strömungen dargestellt, wie beispielsweise
- das Führerprinzip,
- der Totalitätsanspruch,
- die am Militär orientierte Parteiorganisation,[16]
- eine kulturstiftende, auf Mythen, Riten und Symbolen basierende, irrationale weltliche Ersatzreligion,
- eine korporative, hierarchische Wirtschaftsorganisation,
- sowie ein totalitäres, in Funktionshierarchien gegliedertes Gesamtmodell der Gesellschaft.

Die folgende Darstellung lehnt sich eng an die wesentlichen Punkte der Definition von Gentile an, die jeweils den genannten drei Dimensionen zugeordnet sind. Soweit nicht anders gekennzeichnet, stammen die wörtlichen Zitate aus dem Abschnitt Elemente einer Definition des Faschismus des genannten Textes.

### Organisatorische Dimension
1. „Faschistische Bewegungen sind klassenüberschreitende Massenbewegungen, die zunächst vorwiegend von Männern aus mittelständischen und kleinbürgerlichen Kreisen Zulauf erhalten. Viele von ihnen waren zuvor politisch nicht engagiert, organisieren sich nun jedoch in den nach militaristischem Vorbild angelegten Parteigliederungen. Sie bestimmen ihr Selbstbild bzw. ‚ihre Identität nicht über die gesellschaftliche Hierarchie oder die Klassenherkunft‘, sondern durch die Zugehörigkeit zur faschistischen Bewegung. Sie sehen sich als Vollstrecker einer Mission der nationalen Erneuerung, im Kriegszustand mit den politischen Gegnern; sie wollen das Monopol der politischen Macht und setzen Terrormaßnahmen, parlamentarische Taktik und Kompromisse mit den führenden Schichten ein, um eine neue Ordnung zu errichten, welche die parlamentarische Demokratie zerstört.“

### Ideologische bzw. kulturelle Dimension
2. Faschistische Bewegungen generieren „eine Kultur, die auf dem mythischen Denken (…) beruht, (…) auf dem Mythos von der Jugend als geschichtsmächtiger Kraft, auf der Militarisierung der Politik als Modell für (…) die Organisation der Gesellschaft.“
Gentile weist darauf hin, dass die faschistische Ideologie „eher ästhetisch als theoretisch formuliert“ wird, und zwar auf der Grundlage von „Mythen, Riten und Symbolen einer Laienreligion, die dazu dient, die Massen kulturell-sozial zu einer geschlossenen Glaubensgemeinschaft zu formen, deren Ziel die Schaffung eines 'neuen Menschen' ist“. Durch eine Neu- oder Wiedergeburt der Gesellschaft, des Staates und der herrschenden Kultur soll eine Phase der Dekadenz und Degeneration abgelöst werden. Diese Vorstellung von der Entstehung einer neuen Ordnung bezeichnen Gentile und Griffin als Palingenese.
Mit seiner mystisch-irrationalen Weltanschauung (s. auch Politische Religion) und seinen Blut- und Weiheritualen (s. a. Blut-und-Boden-Ideologie) vertritt der Faschismus ein antiaufklärerisches Programm.
Zentraler Bestandteil faschistischer Bewegungen sind deren paramilitärische Organisationen (Squadristen, Sturmabteilung, Kampfbünde, Todesschwadrone). Die Militarisierung durchzieht das gesamte öffentliche Leben bis hinein in die Wirtschaft. Militärische Massenaufmärsche und Großkundgebungen bestimmen das Erscheinungsbild des Faschismus.
3. Faschistische Bewegungen folgen einer „Ideologie von antiideologischem und pragmatischem Charakter, die sich als antimaterialistisch, antiindividualistisch, antiliberal, antidemokratisch, antimarxistisch proklamiert.“ Faschistische Ideologien richten sich gegen materialistische, liberale, marxistische, und konservative Weltanschauungen („faschistische Negation“).
Insbesondere die russische Oktoberrevolution und die Furcht vor einer weiteren Ausbreitung des Kommunismus nach Europa machten sich faschistische Führer zunutze, um mit Liberalen und Konservativen Bündnisse zu schließen.
4. Faschistische Bewegungen haben „eine totalitäre Auffassung vom Primat der Politik, die (…) als ständige Revolution aufgefasst wird; (…) durch den totalitären Staat (soll) die Fusion von Individuum und Masse in der organisch-mystischen Einheit der Nation erreicht werden, die eine ethnische und moralische Gemeinschaft ist, während Maßnahmen der Diskriminierung und Verfolgung gegen alle jene ergriffen werden, die man als außerhalb dieser Gemeinschaft stehend betrachtet, sei es als Feinde des Regimes oder als Angehörige von Rassen, die angeblich minderwertig sind oder zumindest gefährlich für die Integrität der Nation.“
Die Gleichschaltung aller gesellschaftlichen Kräfte, insbesondere der Medien und des Bildungssystems, verbunden mit radikaler Ausgrenzung bis hin zur Ermordung aller, die sich dieser Gleichschaltung widersetzen, ist ein Charakteristikum faschistischer Regime.
Der von faschistischen Bewegungen vertretene Nationalismus hat eine charakteristische Prägung, in der ein mythisches Ursprungsdenken zum Ausdruck kommt. Die Nation wird als eine organismische Einheit auf der Grundlage des angestammten Lebensraumes und der gleichen Abstammung des eigenen Volkes verstanden (Völkischer Nationalismus) und findet in den vorherrschenden „organischen Metaphern von Verwurzelung und Zugehörigkeit, von Heimat, Boden und Herkunft“ Ausdruck.
Dabei besteht die Vorstellung von Überlegenheit (Superiorität) von Angehörigen der eigenen Rasse, Abstammung und Nationalität gegenüber anderen. In diesem Zusammenhang stehen Antisemitismus und Rassismus, die im deutschen Nationalsozialismus deutlicher als in den italienischen und westeuropäischen Bewegungen hervortraten.
Es besteht ein ausgeprägtes dichotomes Denken in den sich ausschließenden Kategorien Freund/Feind, Wir/die Anderen, höherwertig/minderwertig, besonders mit dem Blick auf das Innere der Gesellschaft. Der innere Feind der faschistischen Gesellschaft spielt dabei mindestens eine ebenso bedeutende Rolle wie der äußere Feind. Er wird als „Volksschädling“, Bedrohung für das eigene „Blut“ etc. ausgemacht. Dazu dient vor allem die eigene Fiktion vom „Juden“, „Semiten“ und der anderen „Rasse“. Von ihnen gelte es, den „Volkskörper“ zu reinigen.
Seit Mussolinis Konzept des stato totalitario durchdrang der faschistische Anspruch alle Bereiche des gesellschaftlichen Lebens bis ins Privatleben. Die Familie hatte mit der Erzeugung von Kindern zum Wachstum der Volksgemeinschaft beizutragen. Das Dritte Reich betrachtete die Familie als „Keimzelle des Staates“. Demokratie, Freiheit, Pluralismus und die Trennung von Staat, Ökonomie und Privatsphäre sieht der Faschismus als Bedrohung dieses „organischen Kollektivismus“ an.
5. Faschistische Bewegungen vertreten „eine Staatsbürgermoral, die von der absoluten Unterordnung des Bürgers unter den Staat ausgeht, von der totalen Hingabe des Individuums an die Nation, von der Disziplin, der Männlichkeit, der Kameradschaft, dem kriegerischen Geist.“
Betont wurden das maskuline Prinzip in männlichem Chauvinismus, außerdem Jugendhaftigkeit. Es wurde der Anspruch propagiert, die Jugend und die „wahre“ Männlichkeit zu verkörpern, und es gab einen überproportionalen Anteil „junger Aktivisten“. Krieg und Gewalt wurden ebenso ästhetisiert und verherrlicht wie der Wettkampfsport, der die Hingabe für die Nation symbolisierte und so in weite Teile der sonst unpolitischen Bevölkerung hereinreichte.

### Institutionelle Dimension
Nachdem faschistische Bewegungen die Staatsmacht erobert haben, können sie als faschistische Regime bezeichnet werden. Für deren Politik und Staatsorganisation sind charakteristisch
6. „ein Polizeiapparat, der Dissens und Opposition überwacht, kontrolliert und unterdrückt, auch mit dem Rückgriff auf organisierten Terror“. Die autoritären Machtstrukturen des Regimes werden durch Geheimdienst und Geheimpolizei abgesichert, die auch die Anhänger der eigenen Bewegung überwachen und ausspähen. Mit dem Mittel der Einschüchterung wird versucht, politische Opposition bereits im Keim zu ersticken (s. auch Polizeistaat).
7. „eine Einheitspartei, die die Funktion hat, durch ihre eigene Miliz die bewaffnete Verteidigung des Regimes (…) zu gewährleisten; die neuen Führungskader zu stellen und eine 'Befehlsaristokratie' herauszubilden; die Massen im totalitären Staat zu organisieren und sie in einen erzieherischen Prozess der permanenten gläubig-emotionalen Mobilisierung hineinzuziehen; innerhalb des Regimes als Organ der 'fortwährenden Revolution' die Verwirklichung des Mythos vom totalitären Staat in den Institutionen, in der Gesellschaft, in der Mentalität und in den Sitten voranzutreiben.“
Es findet eine andauernde Agitation der gesamten Gesellschaft statt. Im Dienste der Massenmobilisierung werden öffentlicher Raum und Medien zu Propagandazwecken gleichgeschaltet bzw. monopolisiert. Auf das Bildungs- und Erziehungswesen wird massiver Einfluss mit dem Ziel der Indoktrination genommen. Das Rechtswesen wird im Sinne der Prinzipien und Regeln des faschistischen Systems funktionalisiert, und es wird versucht, auch die Wissenschaften dem faschistischen Gedankengut unterzuordnen.
8. „ein politisches System, das auf der Symbiose von Partei und Staat beruht, durch eine Funktionshierarchie geordnet, die von oben ernannt und von der Figur des „Führers“ überragt wird, dem eine charismatische Sakralität eignet und der die Aktivitäten der Partei, des Regimes und des Staates lenkt und koordiniert sowie als oberster und nicht in Frage zu stellender Schiedsrichter bei den Konflikten zwischen den Potentaten des Regimes auftritt“ (Führerprinzip).
9. „eine korporative Wirtschaftsorganisation, welche die Gewerkschaftsfreiheit unterdrückt und den Bereich staatlicher Intervention ausdehnt; gemäß technokratischer Prinzipien und orientiert an Solidaritätsidealen sollen Arbeiter und Bauern als unter der Kontrolle des Regimes willig Mitwirkende einbezogen werden, um so die Macht des korporativen Staates zu vergrößern, wobei das Privateigentum und die Teilung der Gesellschaft in Klassen vorausgesetzt bleiben.“
10. „eine Außenpolitik, die am Erwerb von Macht und der Erlangung nationaler Größe orientiert ist und in eins mit imperialistischer Expansion auf die Schaffung einer neuen Ordnung zielt“.

## Theoretiker und Vordenker des Faschismus
- Benito Mussolini (1883–1945) war 1919 der Begründer des italienischen Faschismus. Mussolini kam aus dem syndikalistischen Flügel der Sozialistischen Partei Italiens und war stark von Georges Sorel beeinflusst, weniger von – wie er anfangs behauptete – Vilfredo Pareto. Mit La Dottrina Del Fascismo veröffentlichte Mussolini 1932 seine theoretische Ausarbeitung.
- Robert Michels (1876–1936) war deutscher Soziologe. Michels kam aus der SPD und wurde als Parteiensoziologe bedeutend. Er wechselte nach Italien, wandte sich dem Syndikalismus und später dem Faschismus zu. 1928 errichtete ihm Mussolini einen Lehrstuhl an der Universität Perugia, um die Theorie des Faschismus weiterzuentwickeln.
- Giovanni Gentile (1875–1944) war ein neoidealistischer Philosoph. Er vertrat eine „Aktualismus“ genannte radikale philosophische Richtung, die die absolute Existenz der Dinge verneinte und die Theorie vertrat, sämtliche Erscheinungen würden erst im „reinen Akt“ erzeugt. Gentile war 1922/23 faschistischer Erziehungsminister und setzte eine traditionalistische Schulreform durch, geriet aber nach 1929 wegen seiner radikalen Positionen zunehmend ins Abseits.
- Sergio Panunzio (1886–1944) war ein Theoretiker des Syndikalismus. Er entwickelte nach 1922 einen wichtigen Teil der faschistischen Staatslehre, indem er das Verhältnis von Partei und Staat abzugrenzen versuchte. Panunzio lehrte an der einflussreichen Fakultät für politische Wissenschaft der Universität Perugia.
- Der Jurist Alfredo Rocco (1875–1935) war ursprünglich einflussreicher Vordenker der nationalistischen Bewegung Italiens, die 1923 mit dem Faschismus fusionierte. Rocco wurde während des totalitären Umbaus des italienischen Staates ab 1925 zum Architekten des faschistischen Institutionengefüges. Unter anderem zeichnete er auch für die Verschärfung des Strafrechts verantwortlich.
- Enrico Corradini (1865–1931) war ebenfalls von Haus aus Nationalist. Er vertrat einen entschiedenen Expansionskurs Italiens, das als „proletarische Nation“ gegen die reichen Nationen des Westens kämpfen müsse. Diese im Faschismus später sehr einflussreiche Denkfigur verband sich bei Corradini mit einer leidenschaftlichen Verehrung des antiken Rom.
- Julius Evola (1898–1974) war Kulturphilosoph und entstammte einer katholisch-traditionellen Familie in Rom. Später entwickelte er einen an der Antike ausgerichteten heidnisch-rassistischen „Traditionalismus“. Evola repräsentierte einen reaktionären Teil des Faschismus, der immer wieder in Gegensatz zum modernistischen Flügel geriet, welchen Evola als Entartung des Faschismus kritisierte. Evolas extreme Ansichten blieben aber im Faschismus stets eine Minderheitenposition.
- Oswald Mosley (1896–1980). Mosley stammte aus einer konservativen Tradition, hielt aber das System nicht mehr für reformierbar. Es müsse mit einem neuen Typus von Männern – und auch Frauen – eine neue Ordnung erschaffen werden. Die liberale Phase in Europa sei dagegen dem Untergang geweiht. Dazu waren vor allem eine charismatische Volksmacht, die Partei und militärische Männerbünde gedacht, die sich einem Greater Britain verschreiben.[26]

## Definition eines Urfaschismus nach Umberto Eco
In seinem Essay Urfaschismus von 1995 listet der Kulturtheoretiker Umberto Eco vierzehn allgemeine Eigenschaften der faschistischen Ideologie auf. Diese ließen sich zwar nicht zu einem System organisieren, viele von ihnen würden einander sogar widersprechen. Auch sei es möglich, sie auch anderen Formen des Despotismus oder Fanatismus zuzuordnen. „Aber jedes einzelne von ihnen kann zum Kristallisationspunkt für den Faschismus werden“. Die vierzehn Eigenschaften sind wie folgt:
1. „Der Kult der Tradition“, geprägt von kulturellem Synkretismus, auch auf die Gefahr innerer Widersprüche. Wenn die ganze Wahrheit bereits durch die Tradition offenbart wurde, kann kein neues Lernen stattfinden, sondern nur weitere Interpretation und Verfeinerung.
2. „Die Ablehnung der Moderne“, die die rationalistische Entwicklung der westlichen Kultur seit der Aufklärung als Abstieg in die Verderbtheit betrachtet. Eco unterscheidet dies von einer Ablehnung oberflächlichen technologischen Fortschritts, da viele faschistische Regime ihre industrielle Potenz als Beweis für die Vitalität ihres Systems anführen.
3. „Der Kult der Handlung um der Handlung willen“, der vorschreibt, dass Handeln an sich einen Wert hat und ohne intellektuelle Reflexion durchgeführt werden sollte. Dies, sagt Eco, ist mit Anti-Intellektualismus und Irrationalismus verbunden und manifestiere sich oft in Angriffen auf die moderne Kultur und Wissenschaft.
4. „Uneinigkeit ist Verrat“: Der Faschismus werte intellektuellen Diskurs und kritische Argumentation als Handlungshindernisse ab, sowie aus Angst, dass eine solche Analyse die Widersprüche aufdecken würde, die in einem synkretistischen Glauben verkörpert sind.
5. „Angst vor Differenz“, die der Faschismus versuchen würde auszunutzen und zu verschärfen, oft in Form von Rassismus oder einem Appell an Ausländer und Einwanderer.
6. „Appell an eine frustrierte Mittelschicht“, aus Angst vor wirtschaftlichem Druck durch die Forderungen und Bestrebungen unterer sozialer Gruppen.
7. „Besessenheit von einer Verschwörung“ und die Aufwertung einer feindlichen Bedrohung. Dies verbinde oft einen Appell an Fremdenfeindlichkeit mit der Angst vor Illoyalität und Sabotage durch Randgruppen, die in der Gesellschaft leben (wie die „Angst“ der deutschen Elite vor den Geschäften und Erfolgen der jüdischen Bevölkerung der 1930er Jahre; siehe auch Antisemitismus). Eco nennt auch Pat Robertsons Buch The New World Order als prominentes Beispiel für eine Plotbesessenheit.
8. Faschistische Gesellschaften bezeichnen nach Eco ihre Feinde rhetorisch als „gleichzeitig zu stark und zu schwach“. Einerseits spielen Faschisten die Macht bestimmter benachteiligter Eliten hoch, um bei ihren Anhängern ein Gefühl von Groll und Demütigung zu wecken. Andererseits verweisen faschistische Führer auf die Dekadenz dieser Eliten als Beweis ihrer ultimativen Schwäche angesichts eines überwältigenden Volkswillens.
9. „Pazifismus ist Handel mit dem Feind“, denn „Leben ist permanenter Krieg“: Es muss immer einen Feind geben, den es zu bekämpfen gilt. Sowohl das faschistische Deutschland unter Hitler als auch Italien unter Mussolini hätten zuerst daran gearbeitet, ihre jeweiligen Länder zu organisieren und zu säubern und dann die Kriegsmaschinen zu bauen, die sie später beabsichtigten und benutzten, obwohl Deutschland den Beschränkungen der Versailler Friedenskonferenz unterworfen gewesen sei, keine Streitkräfte aufzubauen. Dieses Prinzip führe zu einem fundamentalen Widerspruch innerhalb des Faschismus: der Unvereinbarkeit des endgültigen Triumphs mit dem ewigen Krieg.
10. „Verachtung für die Schwachen“, die auf unangenehme Weise mit einem chauvinistischen Volkselitismus verheiratet sei, in dem jedes Mitglied der Gesellschaft Außenstehenden aufgrund der Zugehörigkeit zur Eigengruppe überlegen sei. Eco sieht in diesen Einstellungen die Wurzel einer tiefen Spannung in der grundlegend hierarchischen Struktur faschistischer Gemeinwesen, da sie die Führer dazu ermutigen, ihre Untergebenen zu verachten, bis hin zum ultimativen Führer, der das ganze Land verachtet, weil es ihm erlaubt hat, es mit Gewalt zu übernehmen.
11. „Jeder wird erzogen, ein Held zu werden“, was zur Umarmung eines Todeskultes führt. Wie Eco feststellt, „ist der urfaschistische Held ungeduldig zu sterben. In seiner Ungeduld schickt er häufiger andere Menschen in den Tod.“
12. „Machismo“, der die schwere Arbeit des permanenten Krieges und Heldentums in die sexuelle Sphäre sublimiere. Faschisten würden daher „sowohl Verachtung für Frauen als auch Intoleranz und Verurteilung von nicht standardmäßigen sexuellen Gewohnheiten, von Keuschheit bis Homosexualität“ zeigen.
13. „Selektiver Populismus“: Das Volk, monolithisch konzipiert, habe in der Imagination der Faschisten einen gemeinsamen Willen, der sich vom Standpunkt jedes Einzelnen unterscheide und ihm überlegen sei. Da keine Masse von Menschen jemals wirklich einig sein könne, gebe sich der Führer als Interpret des Volkswillens aus (obwohl er ihn in Wahrheit diktiert). Faschisten würden dieses Konzept verwenden, um demokratische Institutionen zu delegitimieren, denen sie vorwerfen würden, „die Stimme des Volkes nicht mehr zu repräsentieren“.
14. „Neusprech“: Faschismus würde ein verarmtes Vokabular verwenden und fördern, um kritisches Denken einzuschränken.[27]

## Marxistische Faschismustheorien

### Überblick
Im Umfeld des Marxismus entstanden zahlreiche und sehr unterschiedliche Theorien über den Faschismus. Die deutsche Kommunistin Clara Zetkin bezeichnete Faschismus in einem Vortrag vor dem Exekutivkomitee der Komintern in Moskau als eine terroristische Herrschaftsform des Kapitals, doch sei seine soziale Basis viel breiter und reiche bis weit ins Proletariat hinein.
Der Faschismus sei die „Strafe, weil das Proletariat nicht die Revolution, die in Rußland eingeleitet worden ist, weitergeführt und weitergetrieben hat“. Insofern liege die Verantwortung für ihn bei den Reformisten, etwa den Sozialdemokraten. Einige Theoretiker sehen die ökonomische Basis als allein entscheidend an und betrachten den Faschismus als Variante des Kapitalismus in der Krise (vgl. die Dimitroff-These und die Faschismus-Forschung der DDR), in dem die Faschisten lediglich Marionetten der Kapitalisten seien (sogenannte Agententheorien). Stalin geht in seiner Sozialfaschismusthese noch weiter und rechnet selbst die Sozialdemokratie zu den Handlangern des Kapitals. Dagegen räumt Thalheimers Bonapartismus-Theorie der politischen Kraft des Faschismus während einer ökonomischen Sondersituation eine gewisse Eigenständigkeit ein. Die Kritische Theorie der Frankfurter Schule von Adorno und Horkheimer besinnt sich in ihrer Theorie des autoritären Charakters auf die sozialpsychologischen Grundlagen des Faschismus, verweist aber zugleich auch auf die ökonomische Basis. Diesen engen Zusammenhang zwischen Faschismus und Kapitalismus, den Marxisten annehmen, formulierte Max Horkheimer 1939 in dem apodiktischen Diktum, wer nicht vom Kapitalismus reden wolle, solle vom Faschismus schweigen.
Abgrenzung des Faschismus vom Bonapartismus
Der (Neo-)Marxismus rechnet nicht alle rechtsgerichteten Diktaturen zum Faschismus. Diktaturen ohne politische Massenbasis – etwa die Militärdiktaturen der 1960er und 1970er Jahre in Lateinamerika – werden nach dem von Marx begründeten Konzept dem Bonapartismus zugerechnet, in dem die Bourgeoisie zwar keinen unmittelbaren politischen Einfluss hat, aber vom Machthaber sozial begünstigt wird.

### Stalins Sozialfaschismusthese
Josef Stalins 1924 formulierte Sozialfaschismusthese war offizielle Doktrin der Kommunistischen Internationale (Komintern) zwischen 1928 und 1934, bis sie 1935 von der Dimitroff-These abgelöst wurde. Die Erfahrungen aus den bürgerkriegsähnlichen Auseinandersetzungen zu Beginn der Weimarer Republik und die zunehmende Verschärfung der sozialen und politischen Gegensätze führten dazu, dass von der KPD auch die sozialdemokratische Führung als nützliche Büttel des Kapitals verstanden wurde. Daraus resultierte schließlich die Bezeichnung der SPD als „sozialfaschistisch“.
Als soziale Basis des Faschismus nehmen Marxisten auch das Kleinbürgertum an, das befürchte, im Antagonismus von Arbeiterklasse und Kapitalistenklasse, dem Hauptwiderspruch nach Marx, zerrieben zu werden. Durch die massenhafte ideologische bürgerliche Manipulation wurde seine Furcht vor der Arbeiterklasse und dem krisenbedingten Abstieg in sie und die Abneigung gegen die übermächtige Konkurrenz des Kapitals so zu einer pseudo-antikapitalistischen, objektiv aber arbeiterfeindlichen und damit pro-kapitalistischen Bewegung: dem Faschismus. (Dies traf sich mit nichtmarxistischen soziologischen Analysen, etwa derjenigen Theodor Geigers.)

### Die Dimitroff-These
Die für den Marxismus-Leninismus klassisch gewordene Definition lieferte Georgi Dimitroff, einem Beschluss des XIII. Plenums des Exekutivkomitees der Kommunistischen Internationale im Dezember 1933 folgend, der von einer ähnlichen Formulierung auf dem V. Weltkongress 1924 vorbereitet worden war. Darin wurde der Faschismus als „terroristische Diktatur der am meisten reaktionären, chauvinistischen und imperialistischen Elemente des Finanzkapitals“ definiert. Diese Definition wurde auf dem VII. Weltkongress der Komintern 1935 wiederholt. Damit war gemeint, dass „bürgerliche Demokratie“ und Faschismus zwei verschiedene Ausprägungen des Kapitalismus seien, diese Herrschaftsformen also auf der gleichen ökonomischen Basis beruhen würden: In dem Moment, in dem der Kapitalismus bedroht sei – etwa durch eine drohende revolutionäre Bewegung, wie in den frühen 1920er Jahren in Italien oder während der Weltwirtschaftskrise in Deutschland –, wandele sich die bürgerliche Demokratie (teilweise auch nur als „pseudodemokratische Maske“ verstanden) zur faschistischen Diktatur, die auch mit brutalsten Mitteln die Kapitalverwertung aufrechterhalte. Besonders ziele dazu die faschistische Diktatur auf die Zerschlagung der Arbeiterbewegung mit all ihren Organisationen. In dieser Interpretation waren nun nicht nur die Diktaturen in Italien und Deutschland faschistisch, sondern auch das Sanacja-Regime in Polen, die Diktatur des bulgarischen Königs, die Regierung in Jugoslawien, der österreichische Ständestaat, die Anhänger Chiang Kai-sheks in China sowie die Betar, eine zionistische Jugendorganisation. Als weltpolitischer Gegner, den es vorrangig zu bekämpfen gelte, wurden 1933 aber nicht diese Regime und Bewegungen, sondern in Aufnahme der Stalinschen Sozialfaschismusthese erneut die Sozialdemokratie bezeichnet.

### Trotzkis Faschismustheorie
Trotzki argumentierte gegen Stalin und Dimitroff, dass der Faschismus eine organisierte Bewegung des in Zeiten der Krise verzweifelten Kleinbürgertums sei, die sich in Worten gegen die Großbourgeoisie und in Taten gegen die organisierte Arbeiterklasse richtete. In den Jahren 1929 bis 1933 forderte er die deutsche Kommunistische Partei in immer dringenderen Appellen dazu auf, die besondere Gefahr des Faschismus ernst zu nehmen und mit der SPD eine gemeinsame Front gegen Hitler aufzubauen. Seine Appelle blieben ungehört.

### Thalheimers Bonapartismus-Theorie
August Thalheimer betont in dieser Theorie das Gleichgewicht zwischen den Klassen, welches für ihn die Machtergreifung durch den Faschismus ermöglicht. Im Werk von Marx und Engels gibt es keine eigene Faschismustheorie; der Begriff wurde zu ihrer Zeit noch nicht verwendet. Nach Ansicht mancher Theoretiker wie beispielsweise August Thalheimer finden sich solche Ansätze aber in Marx’ Darstellung des Bonapartismus. Demnach wären die Faschisten mit ihrem Anhang deklassierter oder von der Deklassierung bedrohter Massen in einer klassenkämpferischen Pattsituation – ähnlich wie Napoléon III. und sein lumpenproletarischer Anhang nach der Februarrevolution 1848 – relativ unabhängig von der Bourgeoisie an die Macht gelangt, obwohl sie objektiv deren Interessen der Verhinderung einer Revolution verträten. Thalheimer definierte Faschismus als „politische Unterwerfung aller Massen, einschließlich der Bourgeoisie selbst, unter die faschistische Staatsmacht bei sozialer Herrschaft der Groß-Bourgeoisie und der Großgrundbesitzer“.

### Theorie einer Radikalisierung der Mittelklassen
Eine Erweiterung/Abwandlung der Agententheorie wurde erstmals 1923 von Luigi Salvatorelli vorgenommen, welcher das „humanistische Kleinbürgertum“ aufgrund seiner durch die Zwischenkriegszeit gefährdeten ökonomischen und gesellschaftlichen Position als gleichermaßen gegen Bourgeoisie und Proletariat gerichtete Basis und Motor des Faschismus ansah. Diese Ansichten wurden von Renzo De Felice und Gioacchino Volpe unterstützt. Diese Definition deckt sich großteils mit den Analysen des liberalen Soziologen Seymour Martin Lipset, der für dieses Phänomen in den 1950er Jahren den Begriff des „Extremismus der Mitte“ geprägt hat.

### Faschismusforschung in der DDR
Die zentralen Thesen der DDR-Faschismusforschung hingen an „der Definition des Faschismus als Resultat und Endstufe einer Spezialform des entwickelten und krisengeschüttelten Kapitalismus.“ Die simple Agententheorie wurde dabei zur differenzierteren Monopolgruppentheorie weiterentwickelt, in der der Aufstieg des Nationalsozialismus entweder als Sieg der mit ihm verbündeten Monopolgruppe oder als Ergebnis des Kampfes zwischen verschiedenen Monopolgruppen interpretiert wurde. Im westlichen Ausland wurden diese Erklärungen kritisiert, weil sie Hitlers Machtergreifung auf einen „ganz und gar monokausalen Kaufakt“ reduzierten und die Verhältnisse innerhalb einer „kapitalistischen Gesellschaft auf Aktionen und Optionen der Kapitalisten bzw. der in den Monopolgruppen organisierten Monopolherren“ verkürzten.

### Frankfurter Schule: Theorie des autoritären Charakters
Die Theorie des autoritären Charakters der Kritischen Theorie der Frankfurter Schule von Horkheimer und Adorno beschäftigt sich mit der Frage, warum Teile der Gesellschaft „für faschistische Propaganda oder, allgemeiner, für autoritäre Meinungen“ empfänglich sind. „Sie geht davon aus, dass die Empfänglichkeit für solche Meinungen stärker vom Charakter als von bewussten politischen Überzeugungen oder Überlegungen abhängig sind. Diese Einsicht half verstehen, wie es historisch möglich war, dass die Unterstützerfront des Faschismus keineswegs vor der Arbeiterklasse haltmachte. Die Gesellschaftstheorie war daher, wenn sie sich der Erklärung des Autoritarismus nicht verschließen wollte, auf Psychologie verwiesen.“ Unterschieden wird hierbei zwischen einem schwachen Ich und einem starken Ich. Danach ist bei dem schwachen Ich die Fähigkeit zur Selbstreflexion nur gering ausgeprägt. Es nimmt „gesellschaftliche Verhältnisse projektiv“ (Weyand) wahr und neigt somit zu Vorurteilen. Diese Theorie baut auf der Freud’schen Theorie auf: „Sie unterstellt ein spezifisch Historisches, nämlich die Existenz einer patriarchalen familiären Konstellation, in der sich aus dem Konflikt zwischen dem Kind und einem starken, übermächtigen Vater eine sadomasochistische Triebstruktur ausbildet und verfestigt.“ (Weyand) Das gilt ebenso für die freudsche Massenpsychologie, so wie sie von Adorno rezipiert wird. Nach Adorno hat „[d]ie faschistische Agitation ihr Zentrum in der Vorstellung des Führers (…), weil nur dies psychologische Bild die Idee des allmächtigen und drohenden Urvaters wiedererwecken kann.“
Das schwache Ich bildet den widersprüchlichen Wunsch, sowohl Teil der Autorität und des dominanten Kollektivs zu sein, als auch sich dieser Autorität zu unterwerfen. Das „führt gemäß der damaligen Auffassung weiterhin dazu, dass das schwache Ich seine Aggressionen gegen Fremdgruppen richten muss, weil es nicht in der Lage ist, sie gegen Autoritäten der eigenen Gruppe zu richten. Indem das schwache Ich sich zum Mitglied eines geschichtsmächtigen Kollektivs phantasiert, setzt es sich zugleich ins Einverständnis mit der Autorität der eigenen Gruppe. Dieser Mechanismus erklärt, warum das schwache Ich als autoritäres nur auftritt, wenn es sich des heimlichen oder ausgesprochenen Einverständnisses der Autorität der Eigengruppe gewiss sein kann. Es rebelliert, aber es rebelliert konformistisch.“ (Jan Weyand) Mit der konformistischen Rebellion ist eine außerordentliche narzisstische Befriedigung verbunden (Narzissmus der kleinen Differenzen nach Freud). Vor diesem Hintergrund schreibt Horkheimer, sei „das Vorurteil des Hasses unverrückbar, weil es dem Subjekt gestattet, schlecht zu sein und sich dabei für gut zu halten.“

## Modernisierung und Anti-Modernismus
Verschiedene Theorien interpretieren den Faschismus als gewaltsamen Versuch einer beschleunigten Modernisierung oder gegensätzlich als Revolte gegen die Moderne.
Der Modernisierungsansatz geht auf Franz Borkenau zurück, welcher schon 1933 von der verspäteten und überstürzten Entwicklung des Kapitalismus in Italien und Deutschland aus den Faschismus in der Art einer Entwicklungsdiktatur interpretierte. Faschismus ist dabei für ihn eine immanente Notwendigkeit des industriellen Systems, um vorhandene Störungen – in Italien durch das Übergewicht und die reaktionäre Rolle des Proletariats, in Deutschland durch den Einfluss der Gewerkschaften und die Privilegien der Großlandwirtschaft bedingt – zu beseitigen und das Funktionieren des Staatsapparates sowie des industriellen Fortschritts zu garantieren.
Durch Ralf Dahrendorf wurde dieser Theorieansatz nach 1945 weiter ausgebaut. Nach ihm habe der Nationalsozialismus „die in den Verwerfungen des kaiserlichen Deutschlands verlorengegangene, durch die Wirrnisse der Weimarer Republik aufgehaltene soziale Revolution vollzogen“. Ihr Kern sei „der brutale Bruch mit der Tradition und Stoß in die Modernität“, und Hitler habe die dazu notwendige „Transformation der deutschen Gesellschaft“ bewirkt.
Der dahrendorfsche Modernisierungsansatz hat in der Folge starke Wirkung erzielt. Nach Barrington Moore liefen ökonomische Modernisierung, staatliche Modernisierung und politische Modernisierung (Demokratisierung) auf demokratisch-kapitalistischem Weg mehr oder weniger parallel, während sie auf reaktionärem Wege asynchron vor sich gegangen seien. Der Faschismus kombiniere ebenso wie der Kommunismus ökonomisch und staatlich-bürokratische Modernisierung mit einem diktatorisch politischen System. Er sei als konservativ-reaktionäre Revolution von oben zu sehen. David Schoenbaum, Michael Prinz, Rainer Zitelmann und Ronald Smelser sprachen dem Nationalsozialismus ebenso eine intentionale Modernisierungswirkung zu. So schreibt Zitelmann: „Die Erfahrung des Nationalsozialismus zeigt, dass sich Modernisierung auch in einem diktatorischen System vollziehen kann. […] In seiner (Anm.: Hitlers) Weltanschauung verbinden sich höchst moderne Elemente mit einer entschiedenen Ablehnung des demokratisch-pluralistischen Gesellschaftssystems.“
Auf den Widerspruch zwischen einer bloß oberflächlichen Förderung von Technologie und Modernisierung bei einem generell zugrunde liegenden reaktionären Anti-Modernismus im Faschismus verweisen Umberto Eco und Henry Ashby Turner. So schreibt Eco:

„Traditionalism implies the rejection of modernism. Both Fascists and Nazis worshiped technology, while traditionalist thinkers usually reject it as a negation of traditional spiritual values. However, even though Nazism was proud of its industrial achievements, its praise of modernism was only the surface of an ideology based upon Blood and Earth (Blut und Boden). The rejection of the modern world was disguised as a rebuttal of the capitalistic way of life, but it mainly concerned the rejection of the Spirit of 1789 (and of 1776, of course).“

„Traditionalismus beinhaltet die Ablehnung der Moderne. Sowohl Faschisten als auch Nazis huldigten dem technologischen Fortschritt, während traditionalistische Denker diesen für gewöhnlich als Negation von traditionellen geistigen Werten ablehnen. Jedoch selbst wenn der Nazismus stolz auf seine industriellen Errungenschaften war, war dessen Lob der Moderne nur die Oberfläche einer Ideologie, die auf „Blut und Boden“ basierte. Die Ablehnung der modernen Welt war maskiert als Zurückweisung der kapitalistischen Lebensart, aber sie fußte hauptsächlich auf der Verwerfung des Geistes von 1789 (und natürlich auch von 1776).“

Turner konstatiert zwar auch eine Modernisierung durch den Faschismus, interpretiert diese aber „nur als Mittel zu anti-modernistischen Zwecken“. Er vertritt die Ansicht, „die Nationalsozialisten wollten Industrieprodukte haben, aber keine Industriegesellschaft“. Als Essenz des Faschismus sieht er sogar „eine Revolte gegen die moderne Industriegesellschaft und den Versuch, eine ferne mythische Vergangenheit zurückzuerobern.“

## Nationale Sonderwege
Aufgrund der unterschiedlichen Ausprägungen faschistischer Bewegungen in unterschiedlich verfassten Ländern ist vielfach versucht worden, diese als miteinander unvergleichbare Phänomene darzustellen, welche letztlich nur aus nationalspezifischen Sonderentwicklungen gegenüber einem vorgeblichen Normalverlauf erklärt werden könnten. So wurden in recht groben Herleitungen beispielsweise Linien des Autokratismus und der Freiheitsfeindlichkeit von Luther über Friedrich den Großen und die Romantiker bis zum Nationalsozialismus gezogen. Frühe Beispiele hierfür sind Rohan O’Butlers The Roots of National Socialism von 1941, oder William Montgomery McGoverns Buch From Luther to Hitler – The History of Nazi-Fascist Philosophy aus dem Jahr 1946. Helmuth Plessner verweist beispielsweise auf das Problem der verspäteten Nationbildung für Deutschland.
Hans-Ulrich Wehler als Verfechter der Sonderwegs-Theorie beschreibt die Entwicklung des preußisch-dominierten Kaiserreiches bis zum Ende der Weimarer Republik als „eigentümliches Spannungsverhältnis zwischen Tradition und Moderne“ im Deutschen Reich. Er sieht die Entwicklung des Nationalsozialismus als deutsches Spezifikum. Fritz Stern und George Mosse sehen Ideengeschichte und Kultur des 19. Jahrhunderts als wesentliche Grundlage des deutschen Faschismus. Kritiker der Sonderwegsthese sind Geoff Eley, David Blackbourn, und Jürgen Kocka.
Historiker wie Léon Poliakov, A. J. P. Taylor, und Sir Lewis Bernstein Namier, interpretierten den Nationalsozialismus als das unvermeidliche Resultat der deutschen Geschichte, welches typische Elemente des „deutschen Nationalcharakters“ widerspiegele. Im Gegensatz dazu betonten Historiker wie Friedrich Meinecke, Hans Rothfels, Gerhard Ritter, Pieter Geyl, dass die NS-Zeit wenig Beziehung zur vorhergehenden deutschen Geschichte aufweise.

## Hitlerismus
Unter der Bezeichnung „Hitlerismus“ ist die Personalisierung des Nationalsozialismus und die Konstituierung einer für klein gehaltenen Gruppe von Schuldigen im Gegensatz zu einer großen Gruppe von unschuldigen und rehabilitierbaren Deutschen zu verstehen.
Vereinzelte personalisierende Faschismusbeschäftigungen fokussieren unter Ausklammerung sozialer und politischer Faktoren auf den „großen, die Geschichte lenkenden Einzelnen“. Eine starke Konzentration auf die Person Hitlers ist in der Faschismusauseinandersetzung von Karl Dietrich Bracher festzustellen. So spricht Bracher von „Hitlers ureigener, totaler Machtergreifung“, „Hitler-Revolution“ und „Hitlers Krieg“. Ebenso schreibt Joachim Fest, in einem „Alleingang“ habe Hitler als „Bewegungszentrum der Welt“ dem Zeitlauf eine „ungeheuere Beschleunigung gegeben und den Weltzustand geändert“. In seiner Person habe „ein Einzelner noch einmal seine stupende Gewalt über den Geschichtsprozess demonstriert.“ Auch für Sebastian Haffner ist in seinem Buch Germany: Jekyll and Hyde von 1940 primär die Person Hitlers die Ursache für die Entwicklung in Deutschland. Haffner verstand später unter Hitlerismus die „Synthese von Hitlers spezifisch antisemitischer Theorie und Elementen völkischen Gedankenguts.“

## Vansittartismus
Nach dieser nach Robert Vansittart benannten Auffassung lagen die Neigung zu Faschismus und Krieg im Nationalcharakter des deutschen Volkes.

## Strukturalismus
Aus der Analyse des Faschismus entwickelten Theoretiker des Strukturalismus und Poststrukturalismus eine Kritik an Geschichtsphilosophien, weil diese Philosophien nach dieser Betrachtung aus der Erfahrung des Faschismus keine gesellschaftskritischen Perspektiven bieten und somit affirmativ wirken. Die Faschismusanalyse dieser Theoretiker verlagert vor diesem Hintergrund den Schwerpunkt ihrer Analyse auf die konkreten Herrschaftstechniken, auf denen der Faschismus basiert. Der Untersuchungsstandpunkt verlagert sich dabei „von der Ebene der Makromächte auf diejenige der Mikromächte. Im Zentrum stehen die Techniken der Disziplinierung und die diskursiven Praktiken der Herrschaft und deren Dekonstruktion.“

## Totalitarismus
Die Analyse des italienischen Faschismus wurde im Gefolge von manchen Theoretikern als Prototyp auch auf andere nationalistische Diktaturen in Europa und Lateinamerika angewandt. Wenngleich eine Einordnung der Totalitarismustheorie in das Spektrum der Faschismustheorien durch den Bezug auf den ursprünglichen Faschismus, den italienischen Faschismus, grundsätzlich möglich erscheint, hat sich die Totalitarismustheorie in der wissenschaftlichen Praxis doch vielmehr in Abgrenzung und scharfer Gegensätzlichkeit zur Faschismustheorie entwickelt. Ursächlich hierfür sind unter anderem die unterschiedlichen politischen Standpunkte ihrer jeweiligen Vertreter. Denn sowohl der Faschismus- wie auch der Totalitarismusbegriff haben in ihrer Verwendung „[...] einen Doppelcharakter [...]. Sie sind wissenschaftliche Theorien und politische Kampfbegriffe zugleich.“ Prägnanten Ausdruck fand dieser Theorie-Dualismus während des Kalten Krieges, als sich das Gegenmodell des Totalitarismus zum Identitätsstabilisator der liberalen westlichen Demokratien entwickelte und der Faschismusbegriff insbesondere in seiner marxistisch inspirierten Lesart eine erneute Hochkonjunktur erlebte. Im Gegensatz zur Faschismustheorie thematisiert die Totalitarismustheorie strukturelle, methodische und formal-ideologische Ähnlichkeiten verschiedener diktatorischer Regierungssysteme, ob sie nun faschistisch oder kommunistisch begründet werden.

### Hannah Arendt
Die Totalitarismusthese, die Hannah Arendt in ihrem politischen Hauptwerk Elemente und Ursprünge totaler Herrschaft entwickelte, stellte ausschließlich die politischen Systeme des Nationalsozialismus und des Stalinismus bis zu Stalins Tod 1953 als totalitär dar. Im Gegensatz zur dominierenden, politikwissenschaftlich geprägten Strömung innerhalb der Totalitarismustheorien, die sich auf den strukturellen und phänomenologischen Systemvergleich konzentriert, hat Arendt sich neben dieser Analyse der „Elemente“ auch der Erforschung der „Ursprünge“, also der Entstehung totalitärer Regime gewidmet. Ihrer Auffassung nach waren Antisemitismus, Imperialismus, Rassismus und die aufkommende Massengesellschaft Ursachen für die Entstehung der totalitären Terrorherrschaft. Den italienischen Faschismus hatte Arendt, wie auch den Franquismus, von dieser Klassifikation ausgeschlossen. Den Begriff Faschismus verwandte sie nicht zur Charakterisierung des Nationalsozialismus.

### Ernst Nolte
Der Historiker Ernst Nolte gab 1963 mit seinem Werk Der Faschismus in seiner Epoche der Geschichtswissenschaft neue Impulse. Nolte verwendete den Begriff Faschismus zum ersten Mal als Epochenbegriff und kennzeichnete damit eine Gruppe politischer Bewegungen im Europa zwischen den Weltkriegen. Nolte definierte Faschismus als „Antimarxismus, der den Gegner durch die Ausbildung einer radikal entgegengesetzten und doch benachbarten Ideologie und die Anwendung von nahezu identischen und doch charakteristisch umgeprägten Methoden zu vernichten trachtet, stets aber im undurchbrechbaren Rahmen nationaler Selbstbehauptung und Autonomie“. Nolte fasst damit nicht nur den deutschen Nationalsozialismus und den italienischen Faschismus Mussolinis, sondern auch die Action française, eine rechtsextreme französische Bewegung, zusammen. Damit war er der erste bürgerliche Historiker, der einen umfassenderen Faschismusbegriff benutzte. Faschismus ist für Nolte Kennzeichen der Epoche von 1917 bis 1945: Allein in dieser Zeit wurde die Notwendigkeit gesehen, der Bedrohung durch die Sowjetunion in ihrem Anspruch auf Weltrevolution mit faschistischen Mitteln zu begegnen.
Gegen diese Theorie, welche den Faschismus als politische Reaktion auf den Erfolg des Bolschewismus begreift, wandte sich unter anderem Zeev Sternhell mit seinen Untersuchungen von bereits im Vorfeld der Oktoberrevolution geläufigem präfaschistischem Gedankengut.
Mit Noltes Faschismusbegriff, der sich oft in deutlich verflachter Gestalt durchsetzte, wurde alles unter Faschismus rubriziert, was eine nicht-kommunistische Diktatur im Europa des 20. Jahrhunderts anstrebte oder realisierte. Insbesondere wurde damit der Nationalsozialismus als faschistisch bezeichnet, der Begriff wurde aber auch als polemische Bezeichnung generell für autoritär orientierte Antikommunisten verwendet.

## Faschismus als „Politische Religion“
Ähnlich wie die Totalitarismustheorie ist auch das Analysekonzept der Politischen Religion nur bedingt als Bestandteil des faschismustheoretischen Spektrums zu bestimmen, da das Konzept von Beginn seiner Verwendung an nicht nur auf den italienischen Faschismus oder andere als faschistisch bezeichnete Bewegungen und Regime beschränkt blieb, sondern bereits bei Eric Voegelin auch den Stalinismus in die Vergleichsanalyse mit einbezog. Aufgrund der systemdualistischen Prämisse, die je nach Standpunkt zwischen säkular-liberaler Gesellschaft und Politischer Religion oder zwischen ursprünglicher Religion und der Politischen Religion als Ersatzreligion bzw. Religionsersatz unterscheidet, steht das Konzept der Totalitarismustheorie nahe. Daneben existieren in beiden Konzepten Ansätze zur phänomenologischen Betrachtungsweise, die sich der Inszenierungsweise und Formensprache der entsprechenden Regime widmen. Allerdings tendiert das Konzept der politischen Religion insgesamt stärker zu einer historisch-genetischen Betrachtungsweise als die Totalitarismustheorie, weshalb das Verhältnis der beiden wissenschaftlichen Analysen zufolge als „Komplementarität“ zu bezeichnen sei.
Trotz dieser Einschränkungen hat das Konzept der Politischen Religion nicht nur bei Voegelin seine Relevanz für den Faschismusdiskurs. Auch Hans Maier hat den italienischen Faschismus ausdrücklich in seine Überlegungen zum Begriff der Politischen Religionen einbezogen. Dezidierter bestimmt Emilio Gentile den Faschismus in doppelter Weise als „Politische Religion“ und als Teilgruppe des Totalitarismus. Danach, so Sven Reichardt zum Verständnis von Gentile, „kreierten die Faschisten einen Glauben an die Nation, den Duce und die Partei, wobei diese 'Politische Religion' zur Grundlage der faschistischen Kultur wurde. Es war ein aus seiner Sicht militärischer und revolutionärer Totalitarismus, der 'die Mythen und Werte einer palingenetischen Ideologie' vertrat und die 'sakralisierten Formen einer politischen Religion annahm', um einen Neuen Menschen zu kreieren. Der italienische Faschismus habe diesen Totalitarismus als Erster in die Welt gesetzt, wobei Staat und Partei miteinander verschmolzen.“
Alfred Müller-Armack (1901–1978) veröffentlichte 1948 eine Studie, in der er den Nationalsozialismus religionssoziologisch als Ersatzreligion in einer Zeit des Glaubensabfalls deutete. Allerdings wird die Einordnung des Nationalsozialismus oder anderer Faschismen als Politische Religion innerhalb der Forschung vielfach kritisch gesehen, weil es sich hierbei um einen deduktiv konzipierten Begriff handele, der die Wirklichkeit der entsprechenden Regime überhaupt nicht erfassen würde. Außerdem wird die theoretische Reichweite des Konzepts bisweilen bezweifelt. So hat Hans Günter Hockerts darauf hingewiesen, dass die Bezeichnung als Politische Religion „sich als Aspektbegriff [eigne], aber nicht als Generalbegriff; sie trifft keinen archimedischen Punkt“, der eine Rechtfertigung für die Verwendung als übergeordnetes Erklärungsmodell leisten könnte.

## Neuere Faschismustheorien

### Generischer Faschismusbegriff
In der vergleichenden Faschismusforschung werden unterschiedliche, sich teilweise widersprechende Aussagen von verschiedenen Vordenkern und Führern festgestellt, auch innerhalb der jeweiligen faschistischen Bewegung. Andererseits finden sich in den verschiedenen faschistischen Bewegungen zahlreiche gleichartige oder ähnliche Prinzipien und Kernaussagen. Diese Kernaussagen und tragenden ideologischen Grundzüge aller faschistischen Bewegungen werden in der Forschung als generischer Faschismus bezeichnet. Für die auf dieser Basis formulierten Definitionen wird versucht, einen Konsens zu finden. Dabei kann Matthew Lyons bereits einen großen Konsens für seine Definition faschistischer Ideologie beanspruchen.
Der Faschismusforscher Roger Griffin zielte bereits 1991, von einem generischen Faschismusbegriff ausgehend, mit seiner Definition auf den ideologischen Kern des Faschismus und definierte diesen als eine populistisch-ultranationalistische und auf eine Neugeburt ausgerichtete Ideologie.
Er schloss bewusst periphere Charakteristika einzelner Faschismusspielarten aus und beschrieb einen Idealtypus.
Gemäß Griffin ist der „utopische Antrieb“ des Faschismus, das vermeintliche „Problem der Dekadenz“ durch eine „radikale Erneuerung der Nation“ lösen zu wollen. Die Nation wird dabei als „organisches Ganzes“ und als höchstes Prinzip verstanden. Die allumfassende Palingenese der Nation stelle den „mythischen Kern“ der Zukunftsvision des Faschismus dar. So kommt Griffin dazu, „ein politisches Phänomen auch dann als faschistisch zu betrachten, wenn es nur im embryonalen Zustand im Kopf eines Ideologen und ohne Ausdruck in einer politischen Partei, geschweige denn einer Massenbewegung, existiert.“
Richard Thurlow meint, dass mit dieser Definition von einem „neuen Konsens“ in der Faschismusforschung die Rede sein könne.
Der amerikanische Politikwissenschaftler Paul Gottfried vertritt einen eingeschränkt generischen Faschismus-Begriff: Faschistisch nennt er Bewegungen und in geringerem Ausmaß auch Regime, die dem italienischen Faschismus ähnelten: Die Ideologie sei nicht konstant, eher rechts als links, insbesondere was Identitätspolitik und Hierarchien betrifft, doch teile sie mit linker Ideologie die Befürwortung revolutionärer Gewalt. Mit dem Nationalsozialismus gebe es nur wenige ideologische Übereinstimmungen. Faschistische Bewegungen habe es vor allem im Südeuropa der Zwischenkriegszeit gegeben.
Zu den Kritikern eines generischen Faschismusbegriffs zählen vor allem die Vertreter eines Totalitarismuskonzepts. Die französische Psychoanalytikerin Janine Chasseguet-Smirgel und der deutsche Sozialwissenschaftler Samuel Salzborn lehnen die Subsumption des NS-Regimes unter den Faschismusbegriff ab, weil damit dessen Wesenskern, nämlich die Rassepolitik und der Holocaust, aus dem Blickfeld gerückt würde. Das NS-Regime erscheine in dieser Perspektive als „eine ganz banale Diktatur“, nicht anderes als die in Italien, in Francos Spanien oder im Chile Pinochets. Dies rationalisiere das Unfassbare der Judenvernichtung und sei letztlich eine Strategie der Erinnerungsverweigerung und Schuldabwehr.

### Abgrenzung zum Autoritarismus
Eng verbunden mit dem generischen Faschismusbegriff ist das Problem der Abgrenzung von anderen Bewegungs- und Regimetypen. Im Gegensatz zu klassischen, vorwiegend marxistischen Deutungskonzepten hat sich in der jüngeren Faschismusforschung ein differenzierterer Faschismusbegriff entwickelt. Dabei spielt insbesondere die Abgrenzung zum Autoritarismus eine entscheidende Rolle. Während beispielsweise der Franquismus in Spanien und António de Oliveira Salazars Estado Novo in Portugal in marxistischer Lesart üblicherweise als spezifische Phänomene eines allgemeinen Faschismus in Europa interpretiert worden sind, haben jüngere Forschungsarbeiten neben Gemeinsamkeiten auch Unterschiede zwischen diesen und anderen Bewegungen bzw. Regimen herausgearbeitet, die zwar sämtlich als Vertreter eines „autoritären Nationalismus“, nicht aber zwangsläufig auch als Faschismen einzuordnen seien. So war die Falange zwar ihrem Ursprung nach durchaus eine faschistische Bewegung und sie bildete auch das organisatorische Fundament der franquistischen Staatspartei. Als Staatspartei wurde sie aber bereits frühzeitig durch andere Strömungen innerhalb des franquistischen Herrschaftssystems überformt und damit zugleich entmachtet. Insgesamt spielten traditionelle Eliten aus Militär, Kirche und Großgrundbesitz somit eine wesentlich wichtigere Rolle für das Regime in Spanien als die faschistische Bewegung des Landes. Sowohl der „Estado Novo“ als auch Francos Regime in Spanien tragen Züge einer Militärdiktatur und eines autoritären Korporatismus. Ziel dieser Regime sei es gewesen, dass „die traditionale gesellschaftliche Hierarchie konserviert werden sollte“, während faschistische Gruppierungen „für eine Überwindung des Status quo durch eine Mobilisierung deklassierter Gruppen eingetreten seien.“ Allerdings sei im Falle Spaniens zumindest für die Frühphase des Regimes bis 1945 eine Einordnung als „semifaschistisch“ möglich.

### Globalgeschichtliche Betrachtung
In neuerer Forschung sind zunehmend die internationalen Verflechtungen des Faschismus betrachtet worden. Dieser globalgeschichtliche Ansatz einer Faschismusforschung untersucht Kooperations-, Kollaborations-, aber auch Konkurrenzverhalten unter den verschiedenen faschistischen Regimen vor und während des Zweiten Weltkriegs. So gründete Mussolini beispielsweise 1933 mit der Comitati d'azione per l'universalita di Roma (CAUR) eine Organisation, die eine Faschistische Internationale verkörpern sollte. Sie veranstaltete 1934 eine internationale Konferenz, an der Faschisten aus verschiedenen Ländern teilnahmen. Das Ziel war eine stärkere Ausrichtung auf den italienischen Faschismus. Auch auf anderen Ebenen gab es Kooperationen zwischen faschistischen Regimen, so z. B. in der Polizeiarbeit.
Auch das Verhältnis von Opportunismus und Ideologietreue wird hierbei untersucht. Das NS-Regime präferierte beispielsweise während des Krieges häufig autoritäre Militärdiktaturen im Gegensatz zu bereits existenten semifaschistischen Bewegungen, besonders in Südosteuropa.